# Nina Julié
Nina Julié, née Lucas, le 8 décembre 1979 à Nouméa, est une femme politique française de Nouvelle-Calédonie.
Elle fait figure de personnalité politique montante du parti non indépendantiste Calédonie ensemble, surtout impliquée dans les politiques publiques liées aux questions environnementales, avant de faire dissidence en 2019 et de créer, avec une autre personne en pleine ascension et elle-aussi issue de Calédonie ensemble, Nicolas Metzdorf, le parti Générations NC.

## Enfance, formation et carrière professionnelle
Fille d'un père tahitien et d'une mère lyonnaise, Nina Julié fait sa primaire et son collège à Boulari, au Mont-Dore. Elle rejoint ensuite le lycée Lapérouse, à Nouméa, où elle passe son baccalauréat scientifique.
Après une licence de science de la vie et de la terre à l'université de la Nouvelle-Calédonie, Nina Julié est diplômée d'un Certificat d'aptitude au professorat de l'enseignement du second degré (CAPES) de biologie cellulaire, obtenu à l'université Montpellier-II.
Elle enseigne alors à Poindimié puis retourne à Nouméa, au Collège Mariotti. En parallèle, elle devient chargée de mission science de la vie et de la terre au vice-rectorat. Elle participe aussi activement, en tant que formatrice à l'IUFM, à la formation des professeurs de SVT et à celle des enseignants du primaire.
Investie dans la vie associative locale, elle devient présidente de l'association de diffusion de la culture scientifique Symbiose, de 2010 à 2014. Elle y initie un certain nombre de projets dont l'organisation de la première fête de la science du Pacifique, la labellisation  des établissements scolaires E3D (en démarche de développement durable) et la création de Symbiose Junior réservé aux jeunes souhaitant se lancer dans l'animation scientifique.

## Carrière politique

### Débuts en politique
Nina Julié est élue en 10e position sur la liste Calédonie ensemble lors des élections provinciales néo-calédoniennes de 2014. Conseillère à l'assemblée de la province Sud et au Congrès de la Nouvelle-Calédonie, elle devient alors présidente de la commission des infrastructures publiques, de l’aménagement du territoire, du développement durable, de l’énergie, des transports et de la communication du Congrès.

### Une image forgée dans le domaine de l'environnement

#### La promotion de l'éducation à l'environnement en Province Sud
Attachée à l'éducation à l'environnement, elle initie notamment, dans le cadre de son mandat provincial, le forum de « Jeunesse et développement durable » qui remporte chaque année un vif succès avec les jeunes. Elle participe aussi à l'importation de Polynésie française du concept d'aire marine éducative qui devient localement un réseau d'aires de gestion éducatives en province Sud dont l'objectif est l'association des jeunes à la protection et à la valorisation de leur environnement.

#### La réglementation pour l'amélioration de la qualité de l'air
Nina Julié préside l'association de surveillance de la qualité de l'air Scal-Air. Son exercice dans cette fonction la conduit à proposer, en 2016, une proposition de délibération portant réglementation pour l'amélioration de la qualité de l'air.
Cette réglementation était jusqu'alors inexistante en Nouvelle-Calédonie alors même que des études locales tendent à en montrer les effets délétères sur la santé.
La délibération est votée à l'unanimité le 11 janvier 2017 par le Congrès de la Nouvelle-Calédonie. Après une consultation publique lancée en 2020, cette réglementation entre en vigueur avec la signature des arrêtés d'application le 2 février 2021.

#### La transition énergétique
Nina Julié est particulièrement visible sur le sujet de la transition énergétique en Nouvelle-Calédonie. Elle est en particulier impliquée dans la création d'une Agence calédonienne de l'Énergie et pour le remplacement de la très polluante centrale électrique au fioul de l'usine métallurgique de la Société Le Nickel (SLN), à Nouméa, par une centrale au gaz préconisée par les experts missionnés par l'État mais dont la mise en œuvre laisse place à un montage juridique contesté. Elle est donc nommée en août 2017 représentante du gouvernement de la Nouvelle-Calédonie au sein du conseil d'administration de l'Agence calédonienne pour l’Énergie puis présidente de cette agence.

#### La première loi anti-plastique en Nouvelle-Calédonie
Le 14 septembre 2018, Nina Julié fait une proposition de loi du pays qui vise à interdire la distribution de sacs plastiques à usage unique (appelés localement « pochons ») et les sacs cabas à partir du 1er mai 2019. Une mesure qui porterait sur les couverts et les pailles en plastique quatre mois plus tard, au 1er septembre, puis sur les barquettes alimentaires au 1er mai 2020. En tant que rapporteuse spéciale au Congrès, Nina Julié défend ainsi sa loi : « Chaque année, les Calédoniens utilisent 60 millions de pochons (soit 215 par habitant), 40 millions de barquettes (142 par habitant), 5 tonnes de pailles… Ces chiffres sont alarmants au regard de l’impact catastrophique de ces produits en plastique sur notre environnement, notre santé mais aussi notre économie lorsqu’ils sont abandonnés dans la nature. » À la place, le texte promeut l'utilisation de matériaux biosourcés ou biodégradables.
Cette proposition de loi de pays relative à l’interdiction de mise sur le marché de divers produits en matière plastique reçoit un avis favorable du Conseil économique, social et environnemental de la Nouvelle-Calédonie (CESE-NC) le 25 octobre 2018 (tout en émettant des réserves sur son application ou l'alternative des sacs biosourcés) et est adoptée par le Congrès (avec l'appui de Calédonie ensemble mais aussi des indépendantistes, les non-indépendantistes du Rassemblement, Mouvement populaire calédonien et Les Républicains calédoniens s'abstenant en jugeant cette mutation vers le biosourcé trop radicale et précipitée, sans laisser suffisamment de temps aux acteurs économiques pour s'adapter) le 27 décembre 2018. 

### Une figure montante de Calédonie ensemble
Nina Julié devient rapidement la principale figure de Calédonie ensemble sur les questions de développement durable, ainsi que l'une des responsables sur les sujets liés à la jeunesse au sein de ce mouvement, aux côtés, notamment, de Nicolas Metzdorf. Elle est ainsi très impliquée dans le comité jeunes de Calédonie ensemble tandis que sa présence médiatique porte principalement sur la protection de l'environnement et de la santé des Calédoniens, principalement avec la question de la qualité de l'air.
Forte de cette image elle a été un temps pressentie pour remplacer Philippe Dunoyer au gouvernement, dont le mandat de député n'est pas compatible avec la fonction de membre du gouvernement de la Nouvelle-Calédonie.
Elle est choisie comme suppléante de Gérard Poadja dans le cadre des élections sénatoriales de septembre 2017.
Après la visite d'Emmanuel Macron, devenu président de la République, en Nouvelle-Calédonie en mai 2018, elle fait partie des onze membres de Calédonie ensemble qui décident alors d'adhérer au parti présidentiel au niveau national, La République en marche,.
Lors des élections provinciales du 12 mai 2019, elle est en 8e position sur la liste de Calédonie ensemble toujours menée par Philippe Gomès en Province Sud. Mais cette dernière connaît alors un certain revers électoral, n'obtenant que 18,49 % des suffrages, gagnant 9 des 40 sièges de l'assemblée provinciale mais seulement 7 au Congrès. Nina Julié est donc réélue conseillère provinciale du Sud mais n'est plus membre de l'assemblée législative néo-calédonienne.

### Cadre de Générations NC
À la suite de ces élections provinciales, Nina Julié et Nicolas Metzdorf accusent les dirigeants de Calédonie ensemble d'avoir voulu monter une alliance avec plusieurs partis indépendantistes pour faire bloc à la nouvelle majorité L'Avenir en confiance à l'Assemblée de la Province Sud. Ils dénoncent également un fonctionnement trop vertical du parti dirigé par le député Philippe Gomès. Ils font donc dissidence, et créent en juillet 2019 leur propre parti, Générations NC, dont Nina Julié devient la porte-parole quand la présidence revient à Nicolas Metzdorf,.

#### Membre de l'opposition municipale au Mont-Dore
En 2020, Nina Julié se présente pour la première fois aux élections municipales au Mont-Dore, la commune du Grand Nouméa où elle a passé son enfance, en tant que tête de liste pour son nouveau parti Générations NC
Arrivant en 2ème position aux deux tours de scrutin (22,72 % au premier tour le 15 mars 2020 puis 28,7 % au second tour le 28 juin 2020), Générations NC obtient 5 élus municipaux qui forment alors le principal groupe d’opposition au maire Rassemblement-LR du Mont-Dore, Eddie Lecourieux.